# Walter Seitter

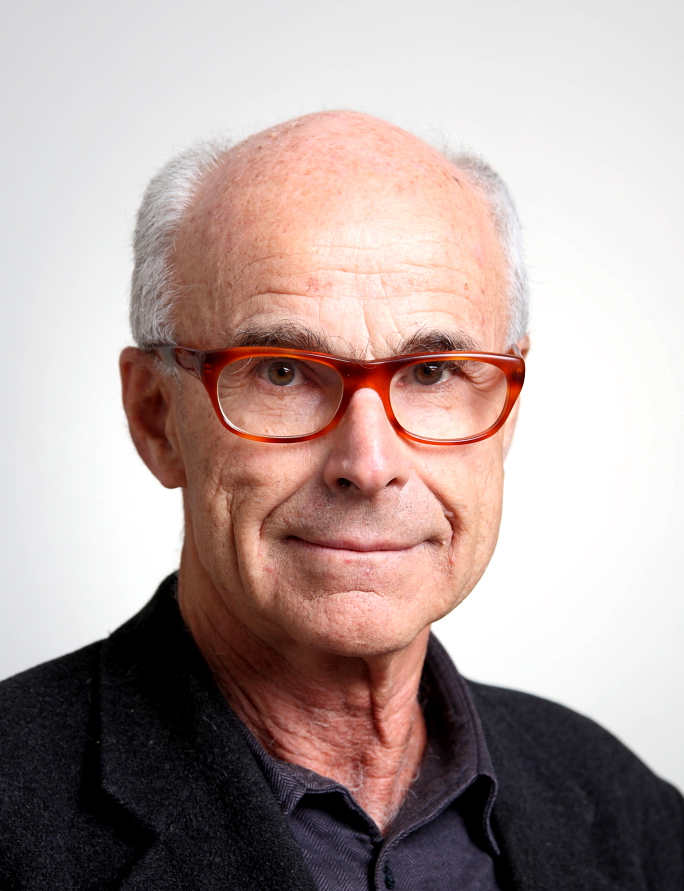
Walter Seitter (2012)

Walter Seitter (* 12. Dezember 1941 in St. Johann in Engstetten, Niederösterreich) ist ein österreichischer Philosoph und Übersetzer.

## Leben
Walter Seitter wuchs im österreichischen Bundesland Salzburg auf und besuchte in der Stadt Salzburg das Humanistische Gymnasium Borromäum. Ab 1960 studierte er Philosophie an der Theologischen Fakultät zu Salzburg, wo er erstmals mit dem Denken Martin Heideggers bekannt wurde. 1962 wechselte Seitter an die Ludwig-Maximilians-Universität München, wo der Heidegger-Schüler Max Müller aus Freiburg eine Professur übernommen hatte. Zudem erweiterte Seitter sein Studium um die Fächer Politikwissenschaft und Kunstgeschichte. Zu den ihn in München prägenden Hochschullehrern gehörten Wolfgang Stegmüller, Reinhard Lauth, Hans Sedlmayr und Eric Voegelin. Das Lesen der Schriften von Friedrich Nietzsche führte ihn zu den Tagebüchern Franz Grillparzers, mit denen sich Nietzsche im zweiten Teil seiner „Unzeitgemäßen Betrachtungen“ auseinandergesetzt hatte. 1968 promovierte Seitter mit einer Dissertation über Franz Grillparzers Philosophie.
In den Jahren 1968/69 hielt Seitter sich zu Studien in Paris auf, wobei er mit führenden Vertretern des französischen Geisteslebens in Berührung kam. Er besuchte Lehrveranstaltungen und Vorlesungen von Raymond Aron, Claude Lévi-Strauss, Jacques Lacan, Georges Canguilhem und Michel Foucault. In der Folge übersetzte er zahlreiche philosophische Texte, vor allem von Michel Foucault, ins Deutsche. Mit Foucault stand Seitter von 1970 bis zu dessen Tod 1984 in ständiger Verbindung.
Von 1975 bis 1981 arbeitete Seitter als Assistent im Fach Politikwissenschaft an der Pädagogischen Hochschule Rheinland zu Aachen (heute Rheinisch-Westfälische Technische Hochschule). 1979 gründete er mit Dietmar Kamper und Frank Böckelmann die Buchreihe Tumult. Schriften zur Verkehrswissenschaft, die in losen Abständen Bände zu aktuellen wie auch zu geistesgeschichtlichen Themen herausbringt. Seitter inspirierte und redigierte zahlreiche dieser Ausgaben, wie z. B. Zoopolitik, Physiken, Container, preußisch, Kantorowicz, Dumézil, Plethon, Kittler. In diese Zeit der philosophischen Wegbahnung fällt auch Seitters Entdeckung der Welt der mittelalterlichen Heldenepik. Seitters daraus entstehendes Arbeitsprojekt einer vergleichenden, kontrastierenden Geschichte der Menschenaufzeichnungen in Westeuropa zwischen 1200 und 1700 – von der Heraldik bis zur vormathematischen Statistik – mündete in seine Habilitationsschrift Menschenfassungen. Studien zur Erkenntnispolitikwissenschaft von 1983. Das Buch, 1985 in 1. und 2012 in 2. Auflage publiziert, wird als Seitters erstes Hauptwerk von ungebrochener Aktualität bezeichnet. Es bildete für Seitter den Auftakt zur Entfaltung vielfältiger Forschungsunternehmungen. Seitter unternahm dazu Reisen in Deutschland, Frankreich, Italien – „Nachreisen“ auf den Spuren Paul Cézannes in die Provence oder Piero della Francescas zu dessen Wandmalereien in der Toscana und Rimini. Recherchen zur Romanik führten Seitter nach Spanien, Böhmen, Ungarn, Dänemark und Schweden.
Von 1985 bis 2006 lehrte Walter Seitter Medientheorie an der Universität für angewandte Kunst Wien. 1989 gründete Seitter mit dem Psychoanalytiker August Ruhs die Neue Wiener Gruppe/Lacan-Schule, in der er die Sektion Ästhetik leitet. 1997 veröffentlichte Seitter das Buch Physik des Daseins mit der Ausarbeitung einer „philosophischen Physik“, auf die 2002 die medienphilosophische Abhandlung Physik der Medien folgte.
Seit 1999 wirkt Walter Seitter mit am „Ersten Wiener Philosophen-Café“ im Caféhaus Korb, einem regelmäßigen öffentlichen Treffen zum nicht-akademischen Philosophieren. 2006 gründete er die Hermesgruppe, einen Kreis von Intellektuellen vor allem aus Wien, der in wöchentlichen Zusammenkünften ausgewählte Texte, vor allem von Pierre Klossowski und Aristoteles, über längere Zeiträume durcharbeitet und die aufbereiteten Protokolle dann in Buchform publiziert.
Seit 2005 wendet sich Seitter den antiken Anfängen der Philosophie zu. Er reist dazu häufig nach Griechenland. Seitters Re-Lektüre der Griechen geht zurück auf die Wiederentdeckung des fast vergessenen Platonikers griechischer Herkunft Georgios Gemistos Plethon (1355–1452), in dem Seitter „den letzten antiken und den ersten modernen griechischen Philosophen“ sieht. 2013 erfolgte auch die Übersetzung von Seitters Physik des Daseins ins Griechische, die im Frühjahr 2014 auf der Internationalen Buchmesse in Thessaloniki vorgestellt wurde.

## Philosophisches Spektrum
Walter Seitters Denken bewegt sich weniger in der Geschichte der Philosophie, sondern eher in der Ausdehnung ihrer institutionellen und geographischen Grenzen, in den Nachbarschaften mit Politikwissenschaft, Medientheorie, Literatur-, Kunst- und Wissenschaftsgeschichte, auch in der Nähe zu Osteuropa. Sein Denkweg erkundet die Realität über ihre "Äußerlichkeiten". Das Spektrum seiner philosophischen Arbeiten reicht von einer sich fortschreibenden philosophischen Anthropologie bis hin zu einer propagierten Physik der Philosophie.

### Politiken: Menschenfassungen
Bereits in seiner frühen Arbeit, der Dissertation über Franz Grillparzers Philosophie, setzt sich Seitter vom Konzept einer idealistischen Innerlichkeit ab. Mit den Menschenfassungen – Schriften zur Erkenntnispolitikwissenschaft erschließt Seitter die drei Themenrichtungen seines Philosophierens:
- Politische Anthropologie (weitergeführt in Schriften zu Michel Foucault, Georges Dumézil, Ernst Kantorowicz, Pierre Legendre),
- Philosophische Anthropologie (erkennbar in Schriften über Schlafen, Träumen, Wachen, Medienpraktiken)
- Philosophische Physik (entwickelt in Schriften zu Architektur, Malerei, Medien, Nacht).[14]

In den Menschfassungen (der Ausdruck wurde Seitter durch das Wappenschild eingegeben, "welches den Krieger schützend und zeigend decken soll") entwirft er in einem ersten Schritt das theoretische Programm einer "menschenwissenschaftlichen Materialistik", das für sein weiteres Schaffen bestimmend wurde und welches das Ziel verfolgt, Verdinglichung und Entfremdung zuzulassen und das Uneigentliche der Existenz herauszustellen. Die im Untertitel angewandte Begriffkonstruktion und Disziplinbezeichnung "Erkenntnispolitikwissenschaft" stellt dabei wortwörtlich einen pointierten Gegenentwurf Seitters zur Wissenssoziologie dar.
Ausgehend von den Kategorien der exzentrischen Positionalität und der Doppelaspektivität als Organisationsform menschlichen Daseins (Körper/Leib) des Anthropologen Helmuth Plessner sowie gestützt auf Jacques Lacan, der dem "Imaginären" des Selbstbewusstseins die Entfremdung durch das Sprachliche, also das "Symbolische", entgegengesetzt und somit dem humanwissenschaftlichen Diskurs die ausschließliche Perspektive auf das Innere des Subjekts entzogen hatte, verlagert Seitter die Bedingung der Möglichkeit von Erkenntnis vom Subjekt ins Äußere. Diese manifestiert sich in einer Vielzahl von "Politiken" von Oberflächen, Erscheinungen, Körperlichkeiten, Bildern, Zeichen und Symbolen in einer Zusammenschaltung von Ding und Mensch zum "Ding-Menschen".
Als Beispiel dient Seitter in den Menschenfassungen das mittelalterliche Wappensystem und dessen Techniken einer ornamentalen Menschenaufzeichnung. Er begreift die Heraldik als ein Erkennungssystem, das ihrem "Herrn" Zweitkörper verleiht, die sich seinem physischen Körper hinzufügen, anheften und einschreiben und ihm die Möglichkeit eröffnen, "nicht nur da zu sein, wo er ist, sondern auch dort, wo er nicht ist" Seitters Theorie der Zweit- und Mehrkörpersysteme als Mittel der Politik und des Verkehrs von und zwischen Menschen (humans) und Dingen (non-humans) offenbart dabei eine frappierende Parallele zum Second Life in der Netzkultur mit seinen Avataren und Nicknames, zu Plan-B-Projekten oder der Nutzung von Drohnen, Robotern und Maschinenwesen im militärischen Aufklärungs- und Kampfeinsatz.
Des Weiteren zeigt Seitter in den Menschenfassungen, dass es vor allem die Akzidenzien sind, das Zufällige, Nebensächliche und scheinbar Unwesentliche in den "Verhaltensverhältnissen" (Seitter) der Menschen und Dinge zueinander, die das Feld möglicher politischer Operationen bilden. Er weist nach, dass es in der Politik hauptsächlich um diese Akzidenzien geht und daher zwangsläufig der Außenpolitik ein Primat vor der Innenpolitik zukommt. Gemäß dieser von ihm eingeleiteten "akzidenziellen Wende" definiert Seitter die Politikwissenschaft als eine Lehre, "die die Erkenntnis der Menschendinge von der Seite der Akzidenzien her angeht". Damit plädiert er für einen "Begriff des Politischen", der sich dem Freund/Feind-Schema des Staatsrechtlers Carl Schmitt entgegenstellt, welches dieser im Jahre 1932 formuliert hatte. Bereits vor Erscheinen der Menschenfassungen schickte Seitter im Jahre 1981 das Typoskript seines Textes an Schmitt, der sich in seiner umgehenden Antwort "gefesselt" von der Lektüre zeigte, sich anerkennend zu Seitters Begriffskonstruktion äußerte und bemerkte: "Ohne 'Verkettung von Sprüngen' geht es heute nicht mehr".

### Physiken

#### Physik des Daseins
In seinem Werk Physik des Daseins. Bausteine zu einer Philosophie der Erscheinungen versammelt Seitter verschiedene Aufsätze und Vorträge und errichtet Grundbegriffe einer "philosophischen Physik". Neben der allgemein bekannten wissenschaftlichen Physik oder Schul-Physik, die er ausdrücklich anerkennt, entwirft er die "Philosophische Physik", die gleichzeitig die Physik wieder an jenen Platz rückführt, den sie in der Antike bei Aristoteles und den Vorsokratikern als ein Teil der Philosophie einnahm. Seitter hebt dazu hervor, dass der altgriechische Begriff der 'physis' "nicht nur die 'Natur', sondern das Wesen jeglichen Seienden, sei es auch künstlicher oder technischer Art" gemeint hat. Die Menschenfassungen präzisierend und verallgemeinernd setzt Seitter sich mit Kategorien der "Erscheinung" unter Akzentuierung der "Menschenkörpersichtbarkeiten" und Verdinglichungen auseinander: Die Philosophische Physik folgt einer aristotelischen sowie einer phänomenologischen Inspiration. Ihren theoretischen Leitbegriff findet sie indessen weniger in dem blassen „Phänomen“ als vielmehr in der sensualistisch-materialistischen "Erscheinung". 

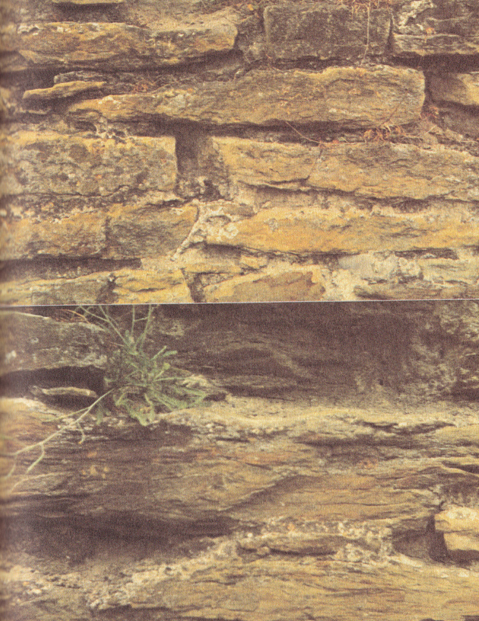
Physik des Daseins: Luft zwischen den Steinen

Seitters "Philosophische Physik" unterscheidet sich von der wissenschaftlichen vor allem durch ihre andersartige Instrumentierung "mittels Augenschein und Umgangssprache". Ihr Verfahren besteht darin, Sagen und Sehen miteinander zu verschränken, um durch das Sagen zu einem Mehrsehen und durch das Sehen zu einem gesteigerten "Mehrsagen" zu gelangen. In der Physik des Daseins veranschaulicht Seitter dies, indem er minimal-ontologisch auf das Niedrige, Schwache, Kleinste und Einfachste insistiert, Dinge in ihrer jeweiligen physikalischen Erscheinung wahrnimmt, beschreibend herausstellt und "dem Extrahumanen, auch dem Extrahumanen bei den Menschen Reverenz erweist". Zu Seitters Beispielen gehören das Buch, die Schneeflocke, das Weinglas, Steine, aber auch die Fotografie, die Autobahn oder "Nacktheit als Kleidung". In den Erscheinungen, die er begrifflich in Goethes "Farbenlehre", Ludwig Wittgensteins "Bemerkungen über die Farben", in den Gesprächen und Briefen Paul Cézannes sowie in der "Poetischen Physik" von Francis Ponge formuliert sieht, gibt sich für Seitter das Wesen der Dinge selber, die allerdings oft von anderen Dingen, den sogenannten Medien (Wörter, Bilder, Bauten usw.) umgeben, präsentiert und verstellt werden. Seitters Sichtweise ähnelt hierbei einem Materialismus, der allerdings nicht weltanschaulich zu verstehen ist, sondern methodisch und daher von ihm "Materialistik" genannt wird. Insofern schließt er auch an den "Physikalismus" des Wiener Kreises an, allerdings mit der Einräumung mehrerer verschiedener Physiken. An die Stelle eines "Logischen Positivismus" setzt Seitter einen "glücklichen Positivismus", der einen "tragischen Positivismus", wie z. B. bei Nietzsche, nicht ausschließe.

#### Physik der Medien
Seitters Werk Physik der Medien. Materialien, Apparate, Präsentierungen von 2002 ist eine Weiterführung eines Stranges der Physik des Daseins. Es stellt die Materialität von Medien heraus und versteht sich als Beitrag zu einer empirischen Medienphilosophie. Für Seitter sind die philosophischen Ansätze der Medientheorie in der "Philosophischen Physik" gleichsam aufgehoben. Daher wendet er sich gegen die Reduktion der Medien auf die "Neuen Medien" und gegen eine Klassifizierung von Medien, die sich nur am Grad ihrer Technisierung orientiert. Medien gehören für Seitter vielmehr zum "Erscheinungsbetrieb" der Dinge selber. In kritischer Anlehnung an den Medientheoretiker Marshall McLuhan, den Psychologen Fritz Heider, den Philosophen und Mediologen Régis Debray und schließlich an Aristoteles schlägt Seitter eine begriffliche Bestimmung von Medien als "Präsentationsmittel" vor, von denen aus dann ihre Spezialfunktionen wie Information, Kommunikation abzuleiten sind.
In der Physik der Medien stellt Seitter Mediographien zusammen. Als erste und wichtigstes Medium figurieren für Seitter die Hände, die für ihn Prototypen eines Mediums sind, welches den Menschen zum "Tier mit den Dingen" gemacht hat. Medien sind für Seitter auch Möbel, die Straße, die Sprache, das Geld, das Geschäft und auch ansatzweise die Institution Wirtschaft, also alles, was Bühne, Behälter oder Verpackung ist. Seitter stellt nicht nur unterschiedliche Mediensorten vor, sondern differenziert auch verschiedene "Stufen" oder "Aggregatzustände" von Medien. Er unterscheidet "warme" und "kalte" Medien, "professionelle", die ausschließlich und von Berufs wegen Medien sind, und "okkasionelle", die nur von Fall zu Fall als solche auftreten. Seitters medienhistorische Sicht folgt dabei weniger einem Evolutionismus, wie er bei McLuhan, Vilém Flusser oder Niklas Luhmann vorherrscht, sondern eher einem 'Anachronismus', um zeiträumlich übergreifend Medien vergleichen zu können. In Seitters Medialität, für ihn Grundlage aller Erscheinungen und Sichtbarkeiten, kommt auch der Elektrizität, der Erde, dem Äther und dem Licht eine wesenhafte mediale Bedeutung zu: "Mit dem Phänomen des Lichtes, das in Wahrheit die Phänomenalität oder das Metaphämomen schlechthin ist, hebt sich das antike Denken über die Ebene der Elemente hinaus und hinauf zur Ebene der Medialität […] Das Licht war dasjenige, was den sehenden Augen und den erscheinenden Dingen die Kraft gibt, zu wirken und zusammenzuwirken und wirklich zu werden, so dass überhaupt etwas erscheint oder nicht vielmehr nichts und so, dass nicht nur das Minimum sondern auch das Maximum an Erscheinung, also Körperlichkeit möglich wird."

### Methodik
Seitters Methodik beruht auf biographischen Einwirkungen, Begegnungen, Funden. Sein philosophisches Erkennen ist situationsgebunden und vollzieht sich in Aktionen und Reaktionen. Seitters wichtigste Aktionsformen sind das Beschreiben (sagen, was man sieht), das Hervorrufen von Erscheinungen durch Arbeit mit Wörtern und Umformen von Wörtern; das mikroskopische Eindringen ins Innere von Phänomenen (Wörtern, Texten, Bildern); sein Vergleichen von Phänomenen (selbst wenn sie historisch oder geographisch weit auseinander liegen); sein Ausgreifen in makrophysikalische, kosmologische Dimensionen (z. B. die Nacht als Folge einer bestimmten Konstellation von Himmelskörpern); sein Konstellieren von Himmelskörpern unterschiedlicher Formate (Schneeflocke, Planeten).

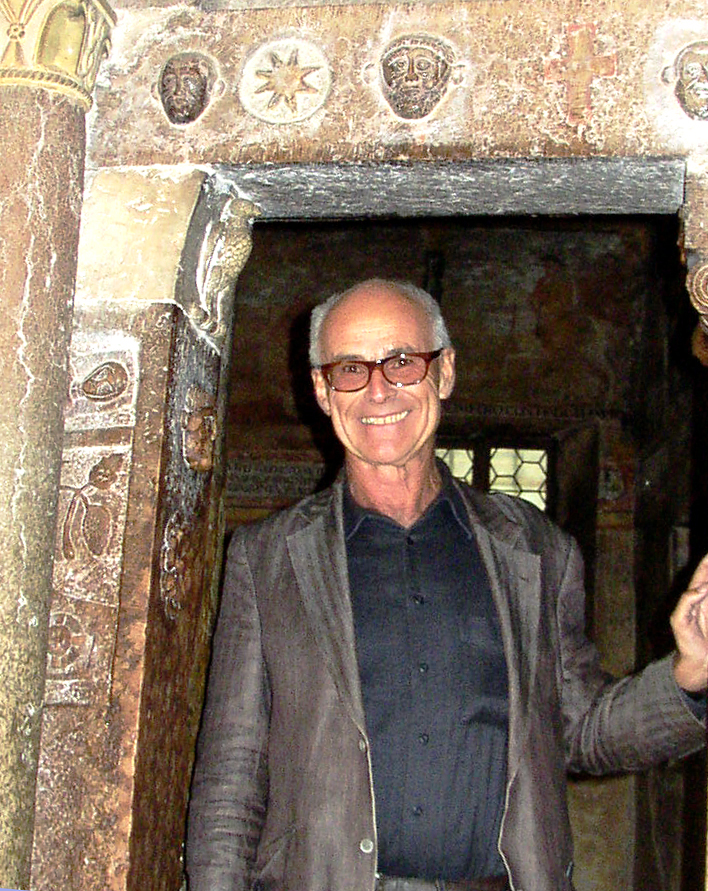
Seitter auf den Spuren der Romanik

Entscheidende methodische Phasen von Seitters Philosophieren bilden die Wahrnehmung von Phänomenen und die sprachliche Wiedergabe dieser Wahrnehmung. So übte Seitter bei alljährlichen Aufenthalten in Kampen auf Sylt gemeinsam mit dem Maler Siegward Sprotte ("Das aktive Sehen ist ein farbiges Sehen…") die selbstgewählte Disziplin "Sehen und Sagen", welche sein Denken sowohl der Wahrnehmung wie der Lust am Formulieren zuführte. Wo sich Tatsachen und Probleme unvermutet treffen, versucht Seitter sinnliche, körperliche Konturen beschreibend zu erfassen und zu erzählen. Mit der von ihm entwickelten Methode der "Tychanalyse" eröffnete er sich die Möglichkeit eines Philosophierens, das erzählend an Erzählungen von anderen anknüpft, an Erzählungen, die es schon gibt, und diese zusammenführt, verkettet oder weitertreibt. Mit dieser Art des Nach-Erzählens steht Seitter methodisch französischen Denkern wie Jean-Francois Lyotard und Michel Serres nahe, nach denen die "großen Erzählungen" der Moderne aufzugeben seien und an ihre Stelle eine Vielfalt von kleinen Erzählungen zu treten habe.
Seitter nennt sein Philosophieren auch ein "unreines Philosophieren", insofern es sich in Grenzregionen zwischen der Philosophie und jeweiligen Einzelwissenschaften aufhält und Erkenntnispraktiken und Tätigkeiten einbezieht, die außerhalb des Akademischen liegen und eher den Künsten zugehören. Insofern nähert sich Seitter in seinem Beschreiben und Erzählen Techniken der Montage und der Collage an, dem Basteln und dem Konstruieren. Verfahren, die er in der Lektüre der aristotelischen "Poetik" wiederfand, wo die Mimesis als ein experimentelles Rekonstruieren postuliert wird. Sein Philosophieren tendiert insgesamt eher in Richtung "Analyse" und weniger in Richtung "Theorie". Dabei versteht Seitter "Analyse" sowohl in Nähe zu wie auch Absetzung von der Psychoanalyse: als ein Philosophieren in Ich-Form, als ein Eingehen auf Obsessionen und Komplexe (wie beispielsweise auch Pierre Klossowski), individueller wie objektiver Art, in denen "Unbewusstes" außerpsychisch gelagert ist. So folgt Seitters Beschäftigung mit dem Salzburger Untersberg den Spuren des legendären österreichischen Pfarrers Valentin Pfeifenberger und entwirft eine "montanistische" Analyse (Seitter) anstatt eines "alpinistischen" Überblicks.

## Auszeichnung
Am 24. Januar 2013 wurde Walter Seitter für seine Verdienste um das internationale Ansehen der österreichischen Geisteswissenschaften mit dem Österreichischen Ehrenkreuz für Wissenschaft und Kunst I. Klasse geehrt.

## Veröffentlichungen

### Monografien
- Aristoteles betrachten und besprechen (Metaphysik I-VI). Freiburg/München 2018, ISBN 978-3-495-48984-0.
- Δομηνικος Θεοτοκοπουλος. Ο Ελληνας στα ξενα (El Greco. Ein Grieche in der Fremde), übersetzt von Omiros Tachmazidis. ENEKEN, Thessaloniki 2015, ISBN 978-960-9708-27-2.
- Η φυσική της υπάρξης. Λιθάρκια σε μια φιλοσοφία των εμφανίσεων (Physik des Daseins). ΕΝΕΚΕΝ, Thessaloniki 2014, ISBN 978-960-9708-16-6.
- Poetik lesen 2 (Merve Berlin 2014), ISBN 978-3-88396-320-4.
- Reaktionäre Romanik. Stilwandel und Geopolitik (Wien 2012), ISBN 978-3-85449-361-7.
- Poetik lesen 1 (Merve Berlin 2010), ISBN 978-3-88396-278-8.
- Multiple Existenzen: El Greco, Kaiserin Elisabeth, Pierre Klossowski (Sonderzahl Wien 2003), ISBN 3-85449-207-3.
- Physik der Medien. Materialien, Apparate, Präsentierungen (VDG Geisteswissenschaften Weimar 2002), ISBN 3-89739-301-8.
- Kunst der Wacht. Träumen und andere Wachen (Philo Berlin 2001), ISBN 3-8257-0196-4.
- Geschichte der Nacht (Philo Berlin 1999), ISBN 3-8257-0111-5.
- Physik des Daseins. Bausteine zu einer Philosophie der Erscheinungen (Sonderzahl Wien 1997), ISBN 3-85449-120-4.
- Das Spektrum der Genealogie (Walter Seitter zusammen mit Michel Foucault). Philo, Bodenheim 1996, ISBN 3-8257-0025-9.
- Distante Siegfried-Paraphrasen: Jesus, Helmbrecht, Dietrich (Merve Berlin 1993), ISBN 3-88396-110-8.
- Helmut Newton. Körperanalysen (Sonderzahl Wien 1993), ISBN 3-85449-043-7.
- Hans von Marées. Ein anderer Philosoph (Droschl Graz 1993), ISBN 3-85420-333-0.
- Piero della Francesca. Parallele Farben (Merve Berlin 1992) ISBN 3-88396-103-5.
- Vienne. Visite privée (Hachette Paris 1991), ISBN 2-85108-666-9.
- Unzeitgemäße Aufklärung. Franz Grillparzers Philosophie (Turia & Kant Wien 1991), ISBN 3-85132-013-1.
- Versprechen, versagen. Frauenmacht und Frauenästhetik in der Kriemhild-Diskussion des 13. Jahrhunderts (Merve Berlin 1990), ISBN 3-88396-074-8.
- Das politische Wissen im Nibelungenlied. Vorlesungen (Merve Berlin 1987), ISBN 3-88396-061-6.
- Menschenfassungen. Studien zur Erkenntnispolitikwissenschaft (Boer München 1985), ISBN 3-924963-00-2. Zweite Auflage. mit einem Vorwort des Autors und einem Essay von Friedrich Balke (Velbrück Weilerswist 2012), ISBN 978-3-942393-29-4.
- Jacques Lacan und (Merve Berlin 1984), ISBN 3-88396-039-X.
- Der große Durchblick. Unternehmensanalysen (Merve Berlin 1983), ISBN 3-88396-030-6.
- Michel Foucault – Von der Subversion des Wissens (Hanser München 1974, Ullstein Frankfurt 1974, Fischer Frankfurt 1978), ISBN 978-3-446-11864-5.

### Aufsätze und Essays (Auswahl)
- Von der Verachtung der Verwaltung zu ... . In: F. Jödicke, R. Knoll, C. Schlembach, W. Seitter (Hrsg.): Bürokratiepraktiken (Schriften zur Verkehrswissenschaft, Band 44). Sonderzahl, Wien 2021, ISBN 978-3-85449-536-9, S. 25–42.
- Topik, Physik, Dramatik des Menschenkörpers. Bei Helmuth Plessner. In: Ulrike Kadi/Gerhard Unterthurner (Hrsg.): Macht-Knoten-Fleisch. Topographien des Körpers bei Foucault, Lacan und Merleau-Ponty. J. B. Metzler, Stuttgart 2020, ISBN 978-3-476-04956-8, S. 239–252.
- Ansicht Aussicht. In: Sebastian Hackenschmidt, Stefan Olah: Sechsunddreißig Wiener Aussichten/Thirty-Six Views of Vienna. Salzburg 2017, ISBN 978-3-7025-0866-1.
- Der andere Sigismund und der eine. In: B. Hofstädter und R. Pfaller (Hrsg.): After you get what you want you don’t want it. Frankfurt 2016, ISBN 978-3-596-03591-5.
- Mit Lust erkennen, Rezension von: Arbogast Schmitt: Wie aufgeklärt ist die Vernunft der Aufklärung? Eine Kritik aus aristotelischer Sicht. Heidelberg 2016, in: Die Presse 10. September 2016.
- Aristotelica. In: Neue Rundschau 2016/3 – »Dunkle Physis, lichter Kosmos«, Friedrich Kittler zum 5. Todestag. ISSN 0028-3347
- The Mathematical-Poetic Renaissance in Austria (Johannes von Gmunden, Georg von Peuerbach, Regiomontanus, Conrad Celtis). In: Czech and Slovak Journal of Humanities. Philosophica 1/2016. ISSN 1805-3742
- Das einzige Zeichen das multiple. Zu Suzy Kirschs Phallus-Collagen. In: texte. psychoanalyse. ästhetik. kulturkritik 3/2016, ISBN 978-3-7092-0268-5.
- Morphismus, Energismus, Krypto-Animismus ... Eine postaristotelische Glosse. In: I. Albers, A. Franke (Hrsg.): Nach dem Animismus. Berlin 2016, ISBN 978-3-86599-249-9.
- Grillparzer über Hegel, Heidegger, Hitler. In: Jahrbuch der Grillparzer-Gesellschaft, 3. Folge, Band 26 (2015–2016), (Wien 2017). ISBN 978-3-902850-12-6.
- Grillparzer, Ontologie, Heidegger. In: Tumult. Vierteljahresschrift für Konsensstörung (Winter 2015/16). ISSN 2363-9911
- Lebende Schilder. Zur Demonstrationsstilistik von Femen. In: Tumult. Vierteljahresschrift für Konsensstörung (Sommer 2015). ISSN 2363-9911
- Philosophie et engagement. In: Littérature et engagement. Deuxième Rencontre Euromaghrébine d’Écrivains. (Tunis 2015).
- Les deux mains – un médium? In: Michel Guérin (Hrsg.): Le geste entre émergence et apparence (Aix-en-Provence 2014): 81–85, ISBN 978-2-85399-953-3.
- Ding und Medium bei Helmuth Plessner und bei Fritz Heider. In: Interdisziplinäre Anthropologie. Jahrbuch 2 (Springer Wien-New York 2014), ISSN 2198-8277; als E-Book: ISBN 978-3-658-07410-4.
- Décisionisme poïétique. Sur la genèse de 'La monnaie vivante' (Pierre Klossowski, Pierre Zucca).[50] (2013)
- Nacht und Kampf gegen die Nacht aus kulturhistorischer Perspektive (zusammen mit Thomas Posch). In: Th. Posch u. a. (Hrsg.) Das Ende der Nacht. Lichtsmog: Gefahren – Perspektiven – Lösungen (2. erw. Auflage. Beltz Wiley 2013) ISBN 978-3-527-41179-5.
- Philosophie, Antiphilosophie, Lacan. In: I. Gurschler, S. Ivády, A. Wald (Hrsg.) Lacan 4D. Zu den vier Diskursen in Lacans Seminar XVII (Wien-Berlin 2013), ISBN 978-3-85132-714-4.
- Τα δύο χέρια. Ενα μέσο (Die beiden Hände. Ein Medium). In: ENEKEN 28, 2012.
- Gemeinsamkeiten zwischen Freud, Plessner, Lacan. Physiologie, Essenzialismus. In: Th. Ebke, M. Schloßberger (Hrsg.): Dezentrierungen. Zur Konfrontation von Philosophischer Anthropologie, Strukturalismus und Poststrukturalismus (Akademie Berlin 2012), ISBN 978-3-05-004473-6.
- Zur Physik und zur Technik und zur Ästhetik der Nacht. Ein Beitrag zur Nyktologie. In: A. Husslein-Arco u. a. (Hrsg.): Die Nacht im Zwielicht. Kunst von der Romantik bis heute (Prestel München, London, New York 2012), ISBN 978-3-7913-5259-6.
- Menschenfassung Container. Zur Architekturgeschichte und Architekturpolitik eines neuen Mediums. In: Tumult Schriften zur Verkehrswissenschaft 38: Container/Containment. Die systemischen Grenzen der Globalisierung (Pandora Wetzlar 2011), ISBN 978-3-88178-538-9.
- Vorführungen. Paraphilosophische Dramatisierung in der Nachkriegsliteratur. In: M. Benedikt, R. Knoll, F. Schwediauer, C. Zehetner (Hrsg.): Verdrängter Humanismus – Verzögerte Aufklärung. Band VI. Auf der Suche nach authentischem Philosophieren. Philosophie in Österreich 1951–2000 (Wien 2010), ISBN 978-3-7089-0446-7.
- Der deutsche Griechen-Komplex. In: J. Wagner, St. Wilke (Hrsg.): Die Glücklichen sind neugierig. Zehn Jahre Kolleg Friedrich Nietzsche (Weimar 2009), ISBN 978-3-86068-397-2.
- Kant und Nietzsche bei Foucault. Eine geophilosophische Skizze. In: Simone Bernet (Hrsg.): Kant Nietzsche gewidmet. Eine virtuelle Begegnung (Kulturverlag Kadmos Berlin 2009), ISBN 978-3-86599-007-5.
- Γραφη, εικονα, τεχνη (Grafiken, Bilder, Kunst). In: ENEKEN 10 (2008)
- Montesquieu, Pléthon. Politique et religion dans l’Empire byzantin et dans un projet de réforme tardo-byzantin. In: J. Erhard (Hrsg.): Montesquieu, l’État et la religion. Colloquium in Sofia, 7./8. Oktober 2005, (Iztok-Zpad Sofia 2007), ISBN 978-954-321-363-4.
- Zeigen, verstecken? Zur Problematik der Doppelbilder von Albrecht Dürer. In: A. Ruhs und W. Seitter (Hrsg.): Unbewusstes inszenieren. Symptom-Werk-Leben (Wien 2007), ISBN 978-3-85449-251-1.
- Die Mehrgeschossigkeit der Welt. In: texte. psychoanalyse. ästhetik. kulturkritik. 2004/2 (Passagen Wien), ISSN 0254-7902
- Brauchen wir eine Zivilreligion? In: M. Ley, H. Neisser, G. Weiss (Hrsg.): Politische Religion? Politik, Religion und Anthropologie im Werk von Eric Voegelin (Fink München 2003), ISBN 3-7705-3930-3.
- Illusion der Religionslosigkeit? Legendres Positionierung in einer französischen Diskursformation. In: Tumult Schriften zur Verkehrswissenschaft 26: Pierre Legendre: Historiker, Psychoanalytiker, Jurist. Hrsg. C. Vismann (Syndikat Berlin 2001), ISBN 3-8257-0262-6.
- Die Erfindung der Tychanalyse. In: R. Bauer, A. L. Hofbauer, B. Ternes (Hrsg.): Einfache Lösungen. Beiträge zur beginnenden Unvorstellbarkeit von Problemen der Gesellschaft. (Aufsätze, Marburg 2000), ISBN 3-8288-8084-3.
- Thomas Bernhards Geopolitik. In: A. Honold und M. Joch (Hrsg.): Thomas Bernhard – Die Zurichtung des Menschen (Königshausen Würzburg 1999), ISBN 3-8260-1696-3.
- Die Einführung der Physik in die Menschenwissenschaften. In: C. Pias (Hrsg.): Medien. Dreizehn Vorträge zur Medienkultur (VDG Geisteswissenschaften Weimar 1999), ISBN 3-89739-099-X.
- Menschwerdungen, Gottwerdungen. In: P. Gilbert, H. Kohlenberger und E. Salmann (Hrsg.): Cur Deus homo? Atti del Congresso Anselmiano Internazionale: Roma, 21./23. Mai 1998 (Rom 1999), ISBN 3-466-20002-4.
- Zur Bestimmung österreichischer Philosophie. In: M. Benedikt, R. Knoll, J. Rupitz (Hrsg.), H. Kohlenberger und W. Seitter (Mithrsg.): Verdrängter Humanismus Verzögerte Aufklärung. 1/1: Philosophie in Österreich 1400–1650 (Klausen-Leopoldsdorf 1997), ISBN 3-9500439-2-6.
- Monarchie, Anarchie, Pararchie. Begriffe zum Begriff des Politischen. In: P. Fischer (Hrsg.): Freiheit oder Gerechtigkeit. Perspektiven Politischer Philosophie (Reclam Leipzig 1995), ISBN 3-379-01531-8.
- Theorie, Paralyse, Analyse. In: A. Ruhs und W. Seitter (Hrsg.): Auflösen Untersuchen Aufwecken. Psychoanalyse und andere Analysen (Passagen Wien 1995), ISBN 3-85165-021-2.
- Ritterliche, widerspenstige Theologie in der Kindheit Jesu des Konrad von Fussesbrunnen. In V. Beismann, M. J. Klein (Hrsg.): Politische Lageanalyse. Festschrift für Hans-Joachim Arndt zum 70. Geburtstag am 15. Januar 1993 (San Casciano, Bruchsal 1993), ISBN 3-928906-00-3.
- Michel Foucault – Von den Geisteswissenschaften zum Denken des Politischen. In: Deutsche Zeitschrift für Philosophie. Monatszeitschrift der internationalen philosophischen Forschung 38/90 (Berlin 1990), ISSN 0012-1045
- Ist das Politische am Ende? Zum gegenwärtigen Schicksal der indoeuropäischen Trifunktionalität Souveränität-Krieg-Fruchtbarkeit (Dumézil-Foucault). In: Bilder-Fotonachrichten 48 (Fotogalerie Wien 1989).
- Von einem Pazifismus zum andern. Aachener Antrittsvorlesung vom 14. Dezember 1983. In: Etappe 2 (1988).
- Was ist Siegfried? Zur Konstruktion einer Person. In: W. Storch (Hrsg.): Die Nibelungen. Bilder von Liebe, Verrat und Untergang (Prestel München 1987), ISBN 3-7913-0822-X.
- Zu einer Sage etwas sagen. Ein unmögliches Theater mit Kaiser Karl dem Großen. In: G. Schmid (Hrsg.): Die Zeichen der Historie. Beiträge zu einer semiologischen Geschichtswissenschaft (Böhlau Wien-Köln 1986), ISBN 3-205-07079-8.
- Die Königin als Ausweg aus der vaterlosen Gesellschaft. In: Der Wunderblock. Zeitschrift für Psychoanalyse 14 (Berlin 1986), ISSN 0344-8274
- Informalismus als neue Politik? In: Tumult. Zeitschrift für Verkehrswissenschaft 4: Schulen der Elite. Hrsg.: U. Raulff, W. Seitter (Beltz Weinheim 1982), ISSN 0172-858X
- Entfestigung. Zur Obszönität der Städte. In: Daidalos 13 (Bertelsmann Berlin 1984), ISSN 0721-4235
- Das Radikale, das Unbewusste, das Politische. Überlegungen nach Plessner und Lacan. In: D. Hombach (Hrsg.) Mit Lacan (Rotation Berlin 1982), ISBN 3-88384-008-4.
- Das Wappen als Zweitkörper und Körperzeichen. In: D. Kamper, C. Wulf (Hrsg.) Die Wiederkehr des Körpers (Suhrkamp Frankfurt 1982), ISBN 3-518-11132-9.
- Schreiben über Playboy? Elemente einer unmöglichen Passionswissenschaft. In: Solo (Merve Berlin 1981).
- Ein Denken im Forschen. Zum Unternehmen einer Analytik bei Michel Foucault. In: Philosophisches Jahrbuch 87/2 (Freiburg 1980), ISSN 0031-8183
- Nacktheit als Kleidung. In: Tumult. Zeitschrift für Verkehrswissenschaft 2: Körperherstellungen. Hrsg. U. Raulff, W. Seitter (Merve Berlin 1980), ISSN 0172-858X
- Franz Grillparzer und Friedrich Nietzsche. Ihre Stellung zueinander. In: Jahrbuch der Grillparzer-Gesellschaft III/8 (Wien 1970).

### Editionen und Kollektivwerke
- Untersberg. Geschichten Grenzgänge Gangsteige (mit Bodo Hell. Pustet Salzburg 2012), ISBN 978-3-7025-0669-8.
- Tumult. Schriften zur Verkehrswissenschaft 40: Friedrich Kittler. Technik oder Kunst? (Hrsg. M. Ott, W. Seitter. Pandora Wetzlar 2012), ISBN 978-3-88178-540-2.
- Tumult 34: Baudrillard fassen. (Hrsg. St. Günzel, M. Ott, W. Seitter. Alpheus Berlin 2009), ISBN 978-3-9811214-9-0.
- Tumult 30: römisch. (Hrsg. C. Vismann, W. Seitter. Diaphanes Zürich 2006), ISBN 3-935300-84-0.
- Tumult 29: Georgios Gemistos Plethon (1355–1452): Reformpolitiker, Philosoph, Verehrer der alten Götter. (Hrsg. W. Blum, W. Seitter. Diaphanes Zürich 2005), ISBN 3-935300-98-0.
- Tumult 27: Zoopolitik. (Hrsg. H. Kohlenberger, W. Seitter. Syndikat Berlin 2003), ISBN 3-8257-0311-8.
- Tumult 25: Katechonten. Den Untergang aufhalten. (Hrsg. M. Rauchensteiner, W. Seitter. Syndikat Berlin 2001), ISBN 3-8257-0201-4.
- Tumult 23: Physiken. (Hrsg. G. Grössing, W. Seitter. Syndikat Berlin 1998), ISBN 3-931705-17-X.
- Tumult. Schriften zur Verkehrswissenschaft 21: preußisch. (Hrsg. W. Seitter. Syndikat Berlin 1995), ISBN 3-931705-05-6.
- Tumult 18: Georges Dumézil – Historiker, Seher. (Hrsg. W. Seitter. Turia & Kant Wien 1993), ISBN 3-85132-048-4.
- Tumult 16: Ernst Hartwig Kantorowicz. Geschichtsschreiber. (Hrsg. W. Seitter. Turia & Kant Wien 1992), ISBN 978-3-85132-027-5.
- Tumult 15: Franzosen. (Hrsg. W. Seitter. Turia & Kant Wien 1991), ISBN 3-85132-019-0.
- Tumult 14: Das Sichtbare. (Hrsg. D.Kamper, W. Seitter. Boer München 1990), ISBN 3-924963-38-X.
- Tumult 12: Gatian Gaëtan de Clérambault (1872–1934) – Ein Augenschicksal. (Hrsg. W. Seitter, S. Tisseron. Boer München 1988), ISBN 3-924963-16-9.
- Tumult 10: Deutschland. (Hrsg. F. Böckelmann, W. Seitter. Boer München 1987), ISBN 3-924963-27-4.
- Tumult 6: Engel. (Hrsg. D. Kamper, W. Seitter. Pandora Wetzlar 1983), ISBN 3-88178-306-7.
- Tumult 4. Schulen der Elite. (Hrsg. U. Raulff, W. Seitter. Beltz Weinheim 1982), ISSN 0172-858X
- Tumult 2: Körperherstellungen. (Hrsg. U. Raulff, W. Seitter. Merve Berlin 1980), ISSN 0172-858X

### Vorträge (Auswahl)
- Wo bleibt Foucault? Stellungnahmen von Thomas Lemke, Walter Seitter und Ulrich Johannes Schneider.[51]
- Foucaults Heterotopien. Zwei Vorträge von Walter Seitter und Petra Gehring (2007)
- Menschenfassung Container. Zur Architekturgeschichte eines neuen Mediums. Vortrag am 23. November 2010 an der Universität Köln

### Übersetzungen (Auswahl)
- Francis Ponge: Der Tisch. Ein Textauszug. Mit einem Nachwort von Walter Seitter. Ritter, Klagenfurt 2011, ISBN 978-3-85415-474-7.
- Pierre Klossowski: Divertimento für Gilles Deleuze. Merve, Berlin 2005, ISBN 3-88396-206-6.
- Michel Foucault: Das Leben der infamen Menschen. Mit einem Nachwort von Walter Seitter. Merve, Berlin 2001, ISBN 3-88396-165-5.
- Pierre Legendre: Der Tanz in der nichttanzenden Kultur. In: C. Vismann (Hrsg.): Pierre Legendre: Historiker, Psychoanalytiker, Jurist. (= Tumult. 26). Syndikat, Berlin 2001, ISBN 3-8257-0262-6.
- Michel Foucault: Dumézils Strukturalismus. In: Georges Dumézil – Historiker, Seher. (= Tumult. 18). Turia & Kant, Wien 1993, ISBN 3-85132-054-9.
- Michel Foucault: Einleitung. In: Ludwig Binswanger: Traum und Existenz. Mit einem Nachwort von Walter Seitter. Gachnang & Springer, Bern/ Berlin 1992, ISBN 3-906127-31-1.
- Michel Foucault: Was ist Kritik? Merve, Berlin 1992, ISBN 3-88396-093-4.
- Ernst H. Kantorowicz: Die grundlegende Entscheidung. In: W. Seitter (Hrsg.): Ernst Hartwig Kantorowicz Geschichtsschreiber. (= Tumult 16). Turia & Kant, Wien 1992, ISBN 3-85132-027-1.
- Alexandre Kojève: Das lateinische Reich. Skizze einer Doktrin der französischen Politik. In: W. Seitter (Hrsg.): Franzosen. (= Tumult 15). Turia & Kant, Wien 1991, ISBN 3-85132-019-0.
- Pierre Klossowski: Die Ähnlichkeit. Gachnang & Springer, Bern/ Berlin 1986, ISBN 3-906127-11-7.
- Michel Foucault: Vom Licht des Krieges zur Geburt der Geschichte. Herausgegeben von W. Seitter. Merve, Berlin 1986, ISBN 3-88396-053-5.
- Michel Foucault: Sexualität und Wahrheit. Band 3: Die Sorge um sich. Suhrkamp, Frankfurt am Main 1986, ISBN 3-518-57753-0.
- Michel Foucault: Sexualität und Wahrheit 2: Der Gebrauch der Lüste. (Suhrkamp Frankfurt am Main 1986), ISBN 978-3-518-28317-2.
- Michel Foucault: Von der Freundschaft. (Merve Berlin 1985), ISBN 978-3-88396-041-8.
- Jean Baudrillard: der stuckengel. In: Der Bogen 4 (Wilde Akademie Berlin 1984)
- Roland Barthes: Cy Twombly (Merve Berlin 1983), ISBN 978-3-88396-033-3.
- Michel Foucault: Sexualität und Wahrheit 1: Der Wille zum Wissen (Suhrkamp Frankfurt am Main 1977), ISBN 978-3-518-28316-5.
- Michel Foucault: Überwachen und Strafen. Die Geburt des Gefängnisses (Suhrkamp Frankfurt am Main 1976), ISBN 978-3-518-38771-9.
- Michel Foucault: Die Ordnung des Diskurses. Inauguralvorlesung am Collège de France – 2. Dezember 1970 (Hanser München 1974, Fischer Frankfurt am Main 1991), ISBN 3-596-10083-6.
- Michel Foucault: Dies ist keine Pfeife. Mit einem Nachwort von Walter Seitter (Hanser München 1974, Ullstein Frankfurt am Main 1989, Hanser München/Wien 1997), ISBN 3-446-18904-1.
- Michel Foucault: Die Geburt der Klinik. Eine Archäologie des ärztlichen Blicks (Hanser München 1973, Fischer Frankfurt am Main 1988), ISBN 978-3-596-27400-0.